# Instituto Industrial e Comercial da Beira
O Instituto Industrial e Comercial da Beira (IICB) é uma instituição pública de ensino técnico-profissional e vocacional, localizada no Bairro de Matacuane, na cidade da Beira, em Moçambique. Foi fundada em 28 de agosto de 1961.

## Departamentos e Cursos
A instituição é dividida em dois departamentos, Industrial e Comercial, que ofertam os seguintes cursos:
Departamento Industrial
- Sistemas Eléctricos Industriais;
- Industria Electrónica;
- Mecânica Geral;
- Construção de Edifícios, Estradas e Pontes.

Departamento Comercial
- Contabilidade (Técnico de Contas);
- Técnico Aduaneiro[2].

## História
O Instituto Industrial e Comercial da Beira, também conhecido pela sigla IICB, foi criado pelo diploma legislativo n° 2111, de 28 de agosto de 1961.

### Primeiros anos
Para a frequência do primeiro ano no ano lectivo de 1961/ 1962, cujas aulas tiveram início em 27 de setembro de 1961, inscreveram-se e realizaram os exames de admissão 28 candidatos e aprovaram 25 que ficaram distribuídos em 16 no ramo industrial (11 de Electrotecnia e Máquinas e mais 5 de Construção Civil e Minas, sendo 1 do sexo feminino) e, 9 do ramo comercial (6 em Contabilidade e 3 de Correspondência em Línguas Estrangeiras sendo 4 do sexo feminino, distribuídas em 2 para cada curso). Depois da Independência Nacional (a 25 de junho de 1975), a instituição ficou encerrada e conheceu a sua reabertura a 18 de abril de 1983.
Após a reabertura, passou a lecionar cursos industriais e comerciais apenas no período diurno, tendo sido aberto o curso noturno para a área comercial (curso de Contabilidade) no ano de 1987, para satisfazer a necessidade de formação dos quadros das diversas empresas e bancos, sendo de destacar os Caminhos de Ferro de Moçambique. 

### Década de 2010 -presente
Em 2014 o Instituto Industrial e comercial da Beira graduou 170 técnicos moçambicanos e a cerimônia foi presidida pelo ex-governador de Sofala Félix Paulo, que numa das suas intervenções disse: "

... o ensino técnico-profissional contribui para o aumento da produtividade e da qualidade da produção nas empresas, tornando- se, por isso, em fatores dinamizadores do desenvolvimento económico do país em geral e da província de Sofala em particular. 
Afirmou ainda que o Governo considera o ensino técnico-profissional como uma das grandes prioridades de intervenção, pois investir neste subsistema de educação é criar condições para os moçambicanos adquirirem habilidades e competências que lhes permitam participar na produção efetiva e na promoção do auto- emprego, bem como na abertura para o empreendedorismo.
Por seu turno a diretora daquela instituição, Maria Bernadete Roque, disse:

...a instituição que dirige tem demonstrado valor pela sua qualidade de intervenção ao assumir o compromisso de colocar o conhecimento ao serviço das pessoas. 
Acrescentou que os estudantes que acabam de graduar estão dotados de capacidades técnicas para contribuírem na busca de soluções para os diversos problemas que afetam a sociedade moçambicana.

### Reabilitação da instituição
O IICB passará por um processo de reabilitação e fusão com a Escola Industrial e Comercial 25 de Junho - Beira. Prevê-se nesse processo o apetrechamento das salas de aula e a melhoria de método de ensino de modo a formar quadros competentes. 